# Bieszczady Zachodnie
Bieszczady Zachodnie (522.12) – zachodnia część Bieszczadów rozciągająca się od Przełęczy Użockiej (853 m n.p.m.) na wschodzie po Przełęcz Łupkowską (640 m n.p.m.) na zachodzie. Obszar ten w większości leży na terenie Rezerwatu Biosfery „Karpaty Wschodnie”. Charakterystyczny krajobraz Bieszczadów to równoległe, długie, ciągnące się z północnego zachodu na południowy wschód pasma górskie, których wysokość stopniowo wzrasta z zachodu na wschód. Najwyższym szczytem Bieszczadów Zachodnich jest Tarnica (1346 m n.p.m.), najwybitniejszym – Wielka Rawka (523 m nad przeł. Beskid).
Termin Bieszczady używany jest zwykle w Polsce jako synonim polskich Bieszczadów (które są jedynie częścią Bieszczadów Zachodnich). Słowacka część Bieszczadów Zachodnich nazywana jest przez Słowaków Górami Bukowskimi (Bukovské vrchy), a przez Węgrów – Keleti Beszkidek.

## Położenie

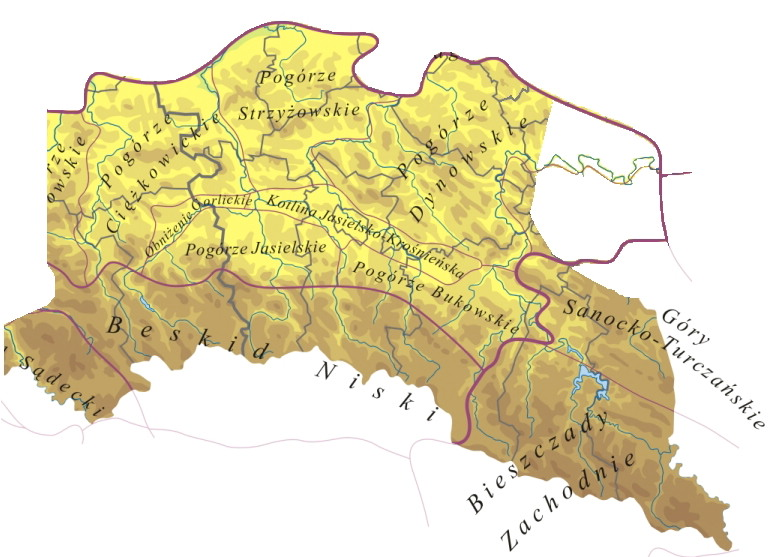
Zasięg regionu w obrębie Polski

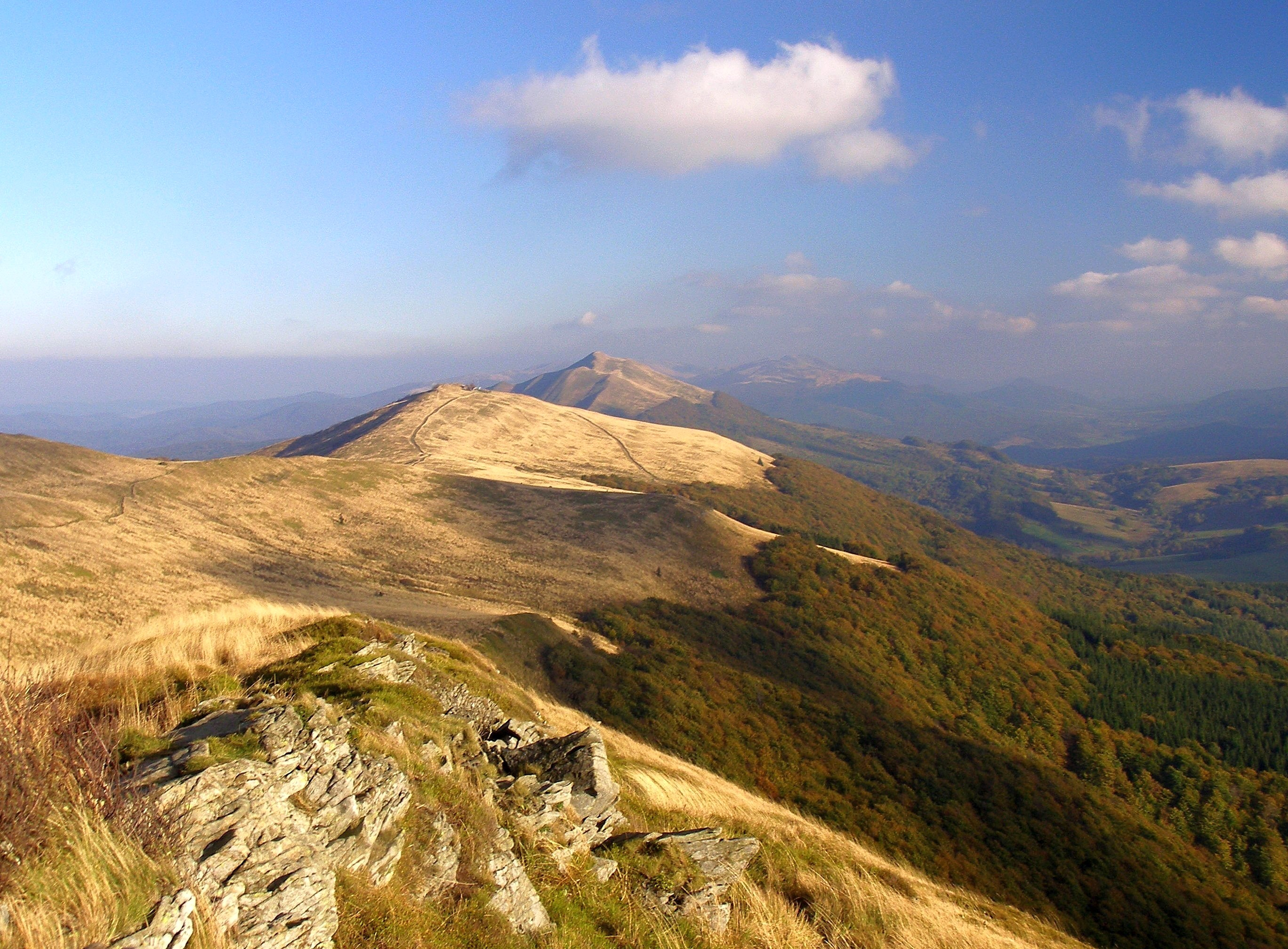
Pasmo Połonin

Na zachodzie Bieszczady Zachodnie graniczą z Beskidem Niskim, na północy z Górami Sanocko-Turczańskimi, na wschodzie z Bieszczadami Wschodnimi, na południu zaś z Wyhorlatem.
Zachodnią granicę wyznaczają doliny Osławy i Osławicy, Przełęcz Łupkowska i dolina Laborca, wschodnią – San, Przełęcz Użocka i dolina rzeki Uż. Natomiast granica północna bywa na terenie Polski przeprowadzana rozmaicie. Geofizyczna poprowadzona jest północnymi stokami Otrytu, Korbani i Chryszczatej, chociaż czasami Otryt wliczany jest do Gór Sanocko Turczańskich. Geomorfologicznie wyróżnia się Bieszczady Południowe (lub Wysokie) na południe od Sanu i Bieszczady Środkowe (lub Niskie) między Sanem a linią kolejową Zagórz – Ustrzyki Dolne (oraz Wyżynę Wańkowej, czyli północną część Gór Sanocko-Turczańskich). Natomiast w rozumieniu turystycznym Bieszczadami zwie się góry na południe od linii kolejowej, przy czym północną część tak rozumianych Bieszczadów nazywa się Przedgórzem Bieszczadzkim.

## Pasma górskie
- Pasmo graniczne – ciągnie się od Przełęczy Łupkowskiej długim i krętym grzbietem po Przełęcz Użocką. Granią tego pasma biegnie granica ze Słowacją, a od szczytu Krzemieniec na wschód z Ukrainą. Jednocześnie przez to pasmo przebiega dział wód oddzielający zlewiska Morza Bałtyckiego i Morza Czarnego.
- Pasmo Połonin – najwyższe i najbardziej uczęszczane pasmo obejmujące od zachodu kolejno: Połoninę Wetlińską, Połoninę Caryńską, Bukowe Berdo, gniazdo Tarnicy i Połoninę Bukowską. Wysokość szczytów w tym rejonie rośnie w miarę przesuwania się na wschód – zwieńczone najwyższym szczytem polskich Bieszczadów – Tarnicą.
- Wysoki Dział – rozciągający się pomiędzy Komańczą a Cisną, a dokładniej między dolinami rzek: Osławica, Solinka i potoku Hoczewka. W południowo-wschodniej części pojedyncze szczyty pasma przekraczają 1000 m n.p.m., a w rejonie Chryszczatej znajduje się rezerwat przyrody Zwiezło, gdzie w wyniku osuwiska powstały Jeziorka Duszatyńskie.
- Pasmo Łopiennika i Durnej – ciągnące się od przełęczy, po której biegnie droga Cisna – Jabłonki, po Dołżycę, do którego także zaliczany jest masyw Falowej.

Ponadto niektórzy zaliczają do Bieszczadów Pasmo Otryt z najwyższym szczytem Trohańcem, znajdujące się między dolinami Sanu i potoku Głuchy.

## Geologia

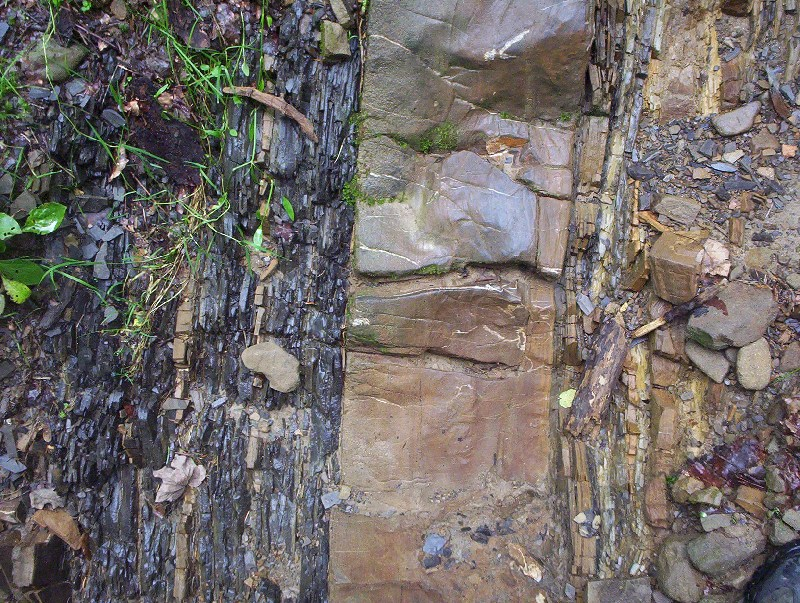
Flisz karpacki koło Jabłonek

Głównym warunkiem decydującym o morfologii Bieszczadów jest różna odporność materiału skalnego na wietrzenie. Grzbiety pasm górskich w Bieszczadach zbudowane są najczęściej z twardszych piaskowców, natomiast w dolinach przeważają szybciej wietrzejące, bardziej miękkie łupki.
Bieszczady zbudowane są ze skał osadowych, łupków ilastych i marglistych oraz piaskowców, które określane są ogólnie fliszem karpackim. Osady te utworzone zostały w okresie kredy do starszego trzeciorzędu (paleogenu), a następnie wypiętrzone i sfałdowane w okresie młodszego trzeciorzędu (neogenu). Najstarszymi utworami geologicznymi obszaru Bieszczadów są tzw. wkładki skał dolnokredowych znajdujących się w okolicach Baligrodu, Wetliny i Ustrzyk Górnych, jak również łupki i piaskowce górnej kredy zwane piaskowcami inoceramowymi. Najwyższe szczyty Bieszczadów zbudowane są głównie z piaskowców i łupków krośnieńskich, które zawierają blisko 40% węglanu wapnia. Obniżenia terenu i dna dolin rzecznych zajmują utwory aluwialne i deluwialne. Badania szlifów skalnych wykazały, że większość skał w tym m.in. piaskowce krośnieńskie zawierają znaczne ilości minerałów stanowiących naturalne źródło wielu składników pokarmowych dla roślin w tym: biotyt, ortoklaz i muskowit – szczególnie bogate w potas. Natomiast w skałach tych nie stwierdzono minerałów zawierających związki fosforowe.
W ścisłym związku pomiędzy podłożem skalnym i czynnikami klimatycznymi rozwijają się gleby, które na powierzchni zostały silnie odwapnione i mają odczyn kwaśny. Nieznacznie ilości wapnia znajdują się w glebach aluwialnych i deluwialnych, zalegających doliny rzeczne i zagłębienia terenu. Przeważającymi glebami w Bieszczadach są gleby brunatne i brunatne kwaśne, a niezmiernie rzadko występują gleby bielicowe, jedynie w okolicach Baligrodu.
W Bieszczadach, na terenie Polski, znajduje się 27 niewielkich jaskiń, z których najdłuższe są: Jaskinia w Nasicznem II i Jaskinia w Nasicznem I.

## Hydrografia
W wyniku tego w Bieszczadach wykształcił się specyficzny układ sieci rzek i sieci grzbietów zwany często kratownicowym lub też rusztowym, ponieważ przypominają kratownicę albo ruszt, gdy patrzeć na nie z lotu ptaka. W górnych biegach, rzeki płyną równolegle do grzbietów górskich, aby następnie w środkowych odcinkach zmienić nagle kierunek na prawie północny, przecinając w ten sposób prawie poprzecznie pasma i masywy górskie, tworząc przełomy rzeczne.
Przełomy tworzą rzeki: Solinka koło Buku, Wetlina koło Kalnicy, Górna Solinka koło Moczarnego, San w okolicach Otrytu, a na szczególną uwagę zasługuje przełom Prowczy – Nasiczniańskiego Potoku, który oddziela Połoniny Wetlińską od Caryńskiej.

## Klimat
Klimat Bieszczadów jest zróżnicowany, ponieważ leżą one na granicy dwóch krain klimatycznych, gdzie stosunki termiczne, wilgotnościowe i ilość opadów atmosferycznych różnią się znacznie. I tak np. w Sanoku, położonym na północ od pasm bieszczadzkich, średnia roczna opadów atmosferycznych przekracza 800 mm, a średnia roczna temperatura wynosi 7,5 °C. Natomiast na południe od Przełęczy Użockiej suma rocznych opadów wynosi ok. 600 mm, a średnia roczna temperatura powietrza – około 9,5 °C. Decydującym czynnikiem klimatycznym wpływającym na południową część Bieszczadów jest klimat Niżu Węgierskiego, charakteryzujący się zmniejszoną ilością opadów, przekraczających tylko nieznacznie 1000 mm, wysoką temperaturą i małą wilgotnością powietrza. Głównymi oznakami wpływu klimatu Niżu Węgierskiego w południowej części Bieszczadów jest uprawa winorośli właściwej w osadach leżących u podnóża gór, a także niewielki udział świerka w składzie gatunkowym drzewostanów.
Roczna suma opadów w Bieszczadach waha się w granicach od ok. 800 do ok. 1200 mm. Na wysokości ponad 550 m n.p.m. opady te przekraczają 1000 mm rocznie, a na najwyższych szczytach przekraczają nawet 1200 mm rocznie. Najobfitsze opady występują w okresie letnim, w miesiącach czerwcu i lipcu, najmniejsze w okresie zimowym. W przeciwieństwie do pozostałego regionu Karpat, Bieszczady odznaczają się większymi jesiennymi niż wiosennymi opadami atmosferycznymi. Wiatry najczęściej notuje się w Bieszczadach o kierunku południkowym, znacznie częściej południowe niż północne. Największe prędkości osiągają one w półroczu zimowym (w Ustrzykach Górnych rzędu 4,5 m/s, znacznie więcej w partiach szczytowych). Wiatry halne wieją średnio przez 14 dni w roku w Ustrzykach Górnych, a przez 4 dni w Komańczy. Towarzyszy im gwałtowny wzrost temperatury przy jednoczesnym zmniejszeniu wilgotności powietrza, co powoduje odwilż i szybkie topnienie śniegu.
Lokalny mikroklimat odnotowuje się w kotlinie Cisnej, charakteryzuje się on większą ilością opadów, niższą przeciętną temperaturą oraz dłuższym zaleganiem pokrywy śnieżnej. Natomiast okolice Chmielu i Dwernika wyróżniają się wyższą średnią temperaturą, nieco mniejszymi opadami i wyjątkowo ciepłym mikroklimatem.
W styczniu i w lutym występuje zjawisko inwersji temperatury, wskutek czego powietrze w wyższych partiach staje się bardzo przejrzyste, dzięki czemu z bieszczadzkich szczytów można podziwiać m.in. Tatry odległe o ponad 130 km.

## Roślinność

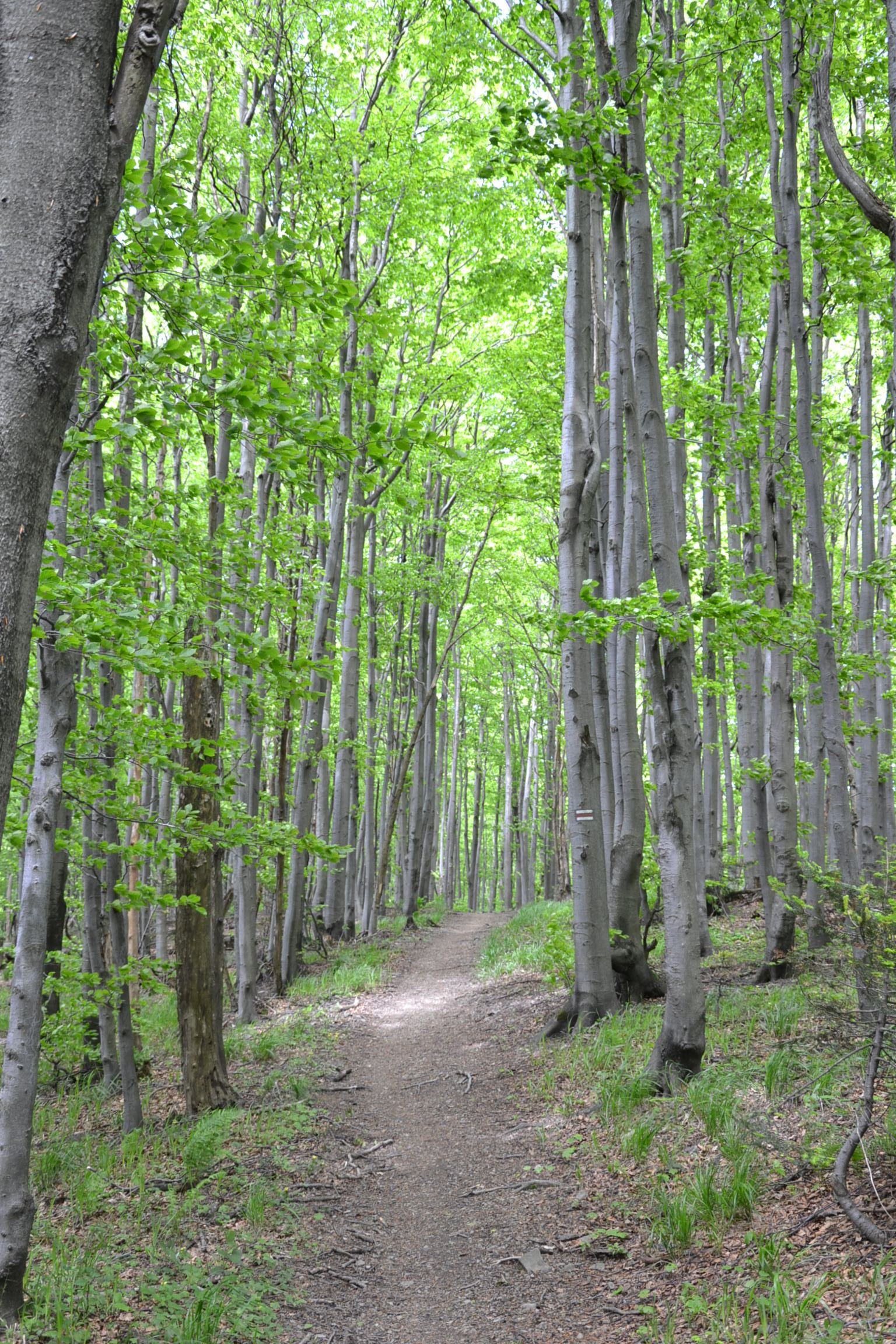
Późnowiosenny aspekt lasu bukowego na grzbiecie Wołosani

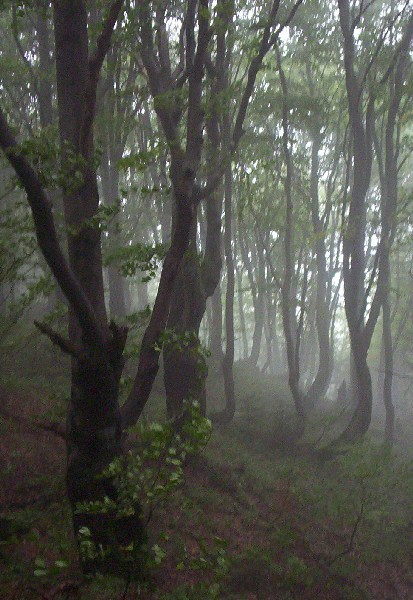
Las bukowy w pobliżu Durnej

Dzięki metodzie analizy pyłkowej przeprowadzono badania zmian szaty roślinnej profilu torfowiska wysokiego m.in. w okolicach Tarnawy Wyżnej i datowaniem bezwzględnym metodą radiowęglową C14, co pomogło odtworzyć przemiany jakim podlegała roślinność Bieszczadów przez okres ostatnich 10000 lat. Stwierdzono, że u schyłku ostatniego zlodowacenia, gdy na niżu dominowały drzewostany sosnowe z domieszką modrzewia i limby, wyższe partie Bieszczadów były prawie zupełnie bezleśne. W miarę ocieplania się klimatu, na teren Bieszczadów zaczęły wkraczać z południa Europy gatunki ciepłolubne, jak: sosna, świerk, wiąz czy też dęby. Około 6000–4000 lat p.n.e. bieszczadzkie szczyty porośnięte były niezmierzonymi lasami świerkowymi. Lepiej zbadany jest okres ok. 1000 lat p.n.e., tj. od czasów, kiedy zmiany klimatyczne nie następowały tak gwałtownie, a lasy nie były jeszcze obiektem intensywnej gospodarki człowieka. W okresie subborealnym udział świerka w składzie bieszczadzkich lasów był większy niż obecnie. Rosły one zarówno w niższych, jak i najwyższych partiach górskich szczytów. Pośród roślin zielnych obficie występował widłak jałowcowaty. W okresie subatlantyckim, w miarę zwiększania się wilgotności powietrza, następowała gwałtowna ekspansja, od południa Europy, typowych gatunków ciepłolubnych jak: buk, grab i jodła. Zwłaszcza udział jodły w ówczesnych lasach bieszczadzkich był o wiele większy niż obecnie. U schyłku tego okresu, na podstawie obecności pyłków w badanych torfowiskach, stwierdzić można, że zwiększył się udział roślin związanych z człowiekiem, a przede wszystkim traw i turzyc.
Ludzie, osiedlając się w dolinach, trzebili lasy, głównie w sąsiedztwie torfowisk, gdzie zakładali pastwiska, łąki i pola. Gwałtownie zmniejszył się udział jodły, graba i buka w składzie bieszczadzkich lasów. Badania archeologiczne potwierdzają fakt, że rozległe obszary górnego Sanu pozostawały bardzo rzadko zaludniane i jeszcze do początków XV wieku tereny te były na ogół bezludne lub też bardzo rzadko zaludnione. Intensywna kolonizacja, rozpoczęta w drugiej połowie XV wieku, wzmogła się znacznie na początku wieku XVI. Znacznemu napływowi ludności towarzyszyło nadmierne wycinanie lasów, najpierw w dolinach, a potem wokół szczytów. Z niezmierzonych bieszczadzkich lasów ludzie pozyskiwali drewno głównie pod budownictwo. Lasy wycinano również w celu uzyskania nowych terenów pod uprawy rolne i łąki. Jednocześnie wołoscy pasterze wycinali lasy w wyższych partiach gór dla pozyskania nowych terenów pod pastwiska dla owiec, kóz i bydła. Ocenia się, że Wołosi osiedlali się na tych terenach już w końcu XIII wieku, a przybywali z Półwyspu Bałkańskiego i okolic Siedmiogrodu.
Początkowo, do około połowy XVI wieku, działalność osadników nie wpływała w negatywny sposób na ilość i jakość bieszczadzkiej roślinności. W tym czasie lasy zajmowały ok. 80% powierzchni Bieszczadów. Zmniejszenie lesistości i znaczne zmiany w składzie flory dokonały się od drugiej połowy XVI wieku do końca XIX wieku, wraz ze wzrostem zaludnienia i wylesieniami na potrzeby rolnictwa. Istniejące wówczas niewielkie zakłady przetwarzające lub wykorzystujące drewno jako opał takie jak kopalnie rud żelaza i prymitywne hutnictwo (głównie w okolicach Baligrodu), huty szkła, potażarnie i tartaki wodne przyczyniły się do lokalnych zmian w składzie gatunkowym drzewostanów.
Na początku wieku XX lesistość Bieszczadów w dolinach rzecznych kształtowała się w granicach ok. 25%, w niższych partiach górskich ok. 40%, natomiast w wyższych partiach ok. 60%. Pod koniec XIX i na początku XX wieku procent lesistości Bieszczadów nie uległa zmniejszeniu, jednakże zmienił się charakter lasów ze względu na udostępnienie terenu przez linie kolejowe przez Przełęcz Łupkowską i Przełęcz Użocką. W wyniku możliwościom wywozu surowca na rynki zewnętrzne znaczna część lasów została poddana intensywnej eksploatacji, a tylko niektóre doliny (np. Moczarne i dolina Tworylczyka) oraz zbocza wyższych szczytów górskich jak: Tarnicy, Chryszczatej, Wielkiej Rawki i Krzemieńca na wschodzie, zachowały pierwotny, puszczański charakter.
Największe zmiany w roślinności Bieszczadów zaszły w XX wieku, po wybudowaniu kolejek leśnych, które sięgały do Cisnej, Smereka i Zatwarnicy. Handlarze drewnem wykorzystywali je do transportu, wokół nich zakładając wielkie obszary zrębów zupełnych, które potem zalesiano monokulturami świerkowymi. Intensywny lokalnie wyrąb drzew w Bieszczadach doprowadził do znacznych negatywnych zmian w składzie drzewostanów, chociaż okres plądrowniczych wyrębów trwał stosunkowo krótko zakończony wielki kryzysem światowym.
Chociaż zaludnienie najwyższej położonych wsi w Bieszczadach Zachodnich należało do najniższych w Polsce i nie przekraczało 25 osób na km², to do roku 1931 na każde 100 hektarów użytków rolnych przypadało średnio ok. 80 osób podobnie jak na innych obszarach II Rzeczypospolitej. Ludność ta zajmowała się przede wszystkim uprawą roli i hodowlą, jedynie część napływowej ludności pracowała w dużych tartakach powstałych w wioskach w dolinie Sanu. Wielkie stada bydła oraz owiec były wypasane na połoninach, pastwiskach w dolinach oraz w lasach, doprowadzając je miejscami do degeneracji. Ponadto pasterze wycinali znaczne powierzchnie lasów pod nowe pola uprawne i pastwiska, których granice sięgały wysokości 900 metrów – aż do granicy połonin.
Po II wojnie światowej Bieszczady niemal zupełnie się wyludniły. Na miejscu dawnych łąk, pastwisk i pól rozrosły się bujne łany pokrzyw oraz innych roślin ruderalnych. Na dawnych polach uprawnych rozrosła się w dużych ilościach olsza szara i wierzba iwa, których obszary, w wyniku sukcesji, zaczęły się przeistaczać w laski olszowe, potem bukowe i jodłowe. Znaczne obszary porzuconych wsi objęto sztucznymi zalesieniami świerkiem, modrzewiem, a niekiedy także sosną. Wprowadzone przez ludzi monokultury świerkowe obecnie zostają poddane stopniowej przebudowie, a ich miejsce zajmują buki i jodły. W miarę dziczenia tych terenów, w miejsce gatunków roślin związanych z człowiekiem, zaczęły się pojawiać i opanowywać swoje naturalne siedliska rośliny kiedyś tam występujące naturalnie. Szczególny charakter Bieszczadów uwidacznia się nie tylko w charakterystycznej rzeźbie terenu i specyficznym krajobrazie, ale także w charakterystycznym składzie flory.

## Piętrowy układ roślinności
W Bieszczadach podobnie jak i w innych górach, roślinność zmienia się piętrowo od podnóży do szczytów. Układ taki pozostaje w ścisłej zależności od zmiennych warunków klimatycznych zachodzących w poszczególnych piętrach. W wyższych partiach szczytowych temperatura powietrza jest niższa, zwiększa się ilość opadów atmosferycznych, przez dłuższy czas występują spóźnione przymrozki wiosenne i wczesne przymrozki jesienne, jest grubsza i dłużej zalegająca pokrywa śnieżna, a tym samym okres wegetacyjny jest znacznie krótszy. Klimat w szczytowej partii gór ma również przemożny i decydujący wpływ na intensywność procesu wietrzenia skał i formowania się gleb. W ostrym, zimnym klimacie wysokich gór, procesy biologiczne ulegają spowolnieniu. Gleby są tam płytkie i kamieniste, a miejscami jak np. na Tarnicy występują gołoborza (grechoty). Zmiana szaty roślinnej w kierunku pionowym sprawia, że co kilkaset metrów w górę zmienia się także jej skład florystyczny. Piętra roślinności zależą od wysokości, warunków glebowych, klimatycznych, nasłonecznienia stoków i warunków glebowych.

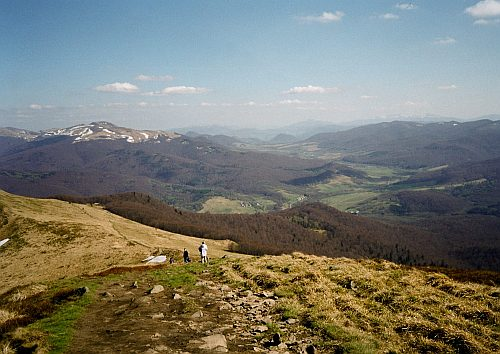
Bieszczady. Widok z Połoniny Caryńskiej w kierunku Ustrzyk Górnych i Tarnicy

Bieszczady z racji położenia geograficznego i specyficznych stosunków florystycznych posiadają swoisty układ pięter roślinnych, inny niż w przeważającej części Karpat Wschodnich, Tatr czy też Alp. Podobny układ pięter roślinnych jak w Bieszczadach spotkamy w niektórych pasmach północno-zachodniej części Karpat Wschodnich i południowej części Alp, w części iliryjskiej Półwyspu Bałkańskiego oraz miejscami w innych górach europejskich
W wysokich pasmach karpackich jak np. Babiej Górze czy też w Tatrach wyróżnia się 5–6 pięter roślinnych:
- piętro pogórza – do ok. 500 m,
- piętro regla dolnego – pomiędzy 500 a 1200 m,
- piętro regla górnego – pomiędzy 1200 a 1600 m,
- piętro subalpejskie – pomiędzy 1600 a 1800 m,
- piętro alpejskie – pomiędzy 1800 a ok. 2300 m,
- piętro subniwalne – powyżej 2300 m.

Natomiast w Bieszczadach rozróżnia się 3 piętra roślinne:
- piętro pogórza – do 500 m,
- piętro regla dolnego – pomiędzy 500 a 1150 m,
- piętro połonin – powyżej 1150 m.

## Fauna

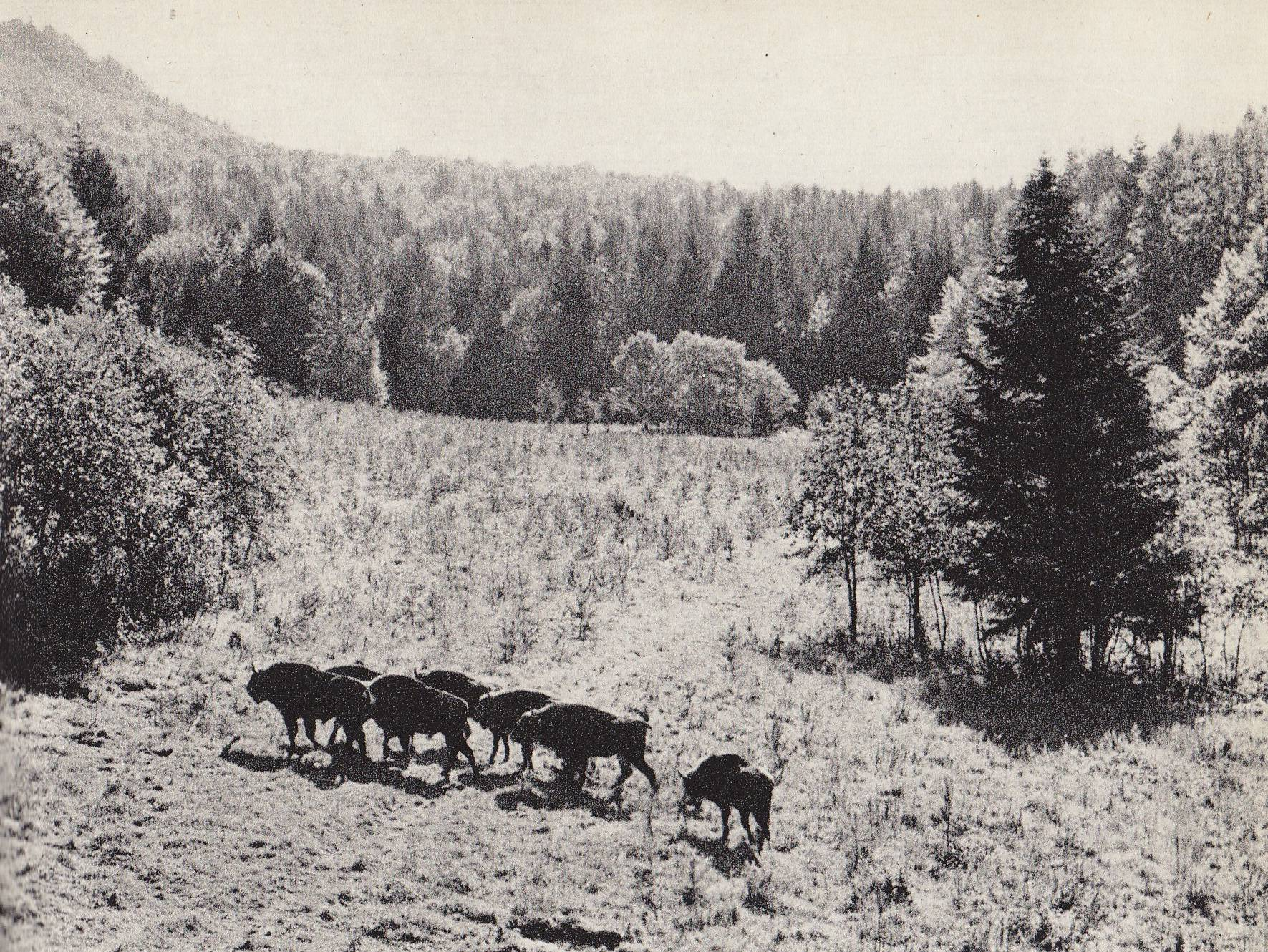
Żubry sprowadzone w Bieszczady w latach 60. XX wieku

Fauna polskiej części Bieszczadów to przede wszystkim fauna typowej puszczy wschodniokarpackiej, która nie jest dobrze poznana i ogranicza się właściwie do niektórych grup systematycznych. Stosunkowo dobrze poznane są wszystkie gromady kręgowców, a w tym:
- ryby – 25 gatunków,
- płazy – 10 gatunków,
- gady – 7 gatunków,
- ptaki – ok. 150 gatunków,
- ssaki – 51 gatunków.

O wiele lepiej rozpoznano i opracowano królestwo zwierząt bezkręgowych, w tym szczególnie gromadę owadów z czego stosunkowo najlepiej owady siedlisk łąkowych, dżdżownice, pająki, owady ziemnowodne, chrząszcze, motyle.
Przed ostatnią dekadą XX wieku góry te nie wzbudzały większego zainteresowania ze strony zoologów.
W Bieszczadach spotyka się zarówno zwierzęta lasów górskich i wysokogórskich (alpejskich) związanych głównie ze strefą połonin jak: ryjówka aksamitna, darniówka zwyczajna, pierwiosnek, kruk, żmija zygzakowata, żaba trawna, a z motyli – rusałka admirał, bielinek bytomkowiec, górówka meduza i wiele innych oraz zwierzęta lasów niżowych jak: bocian czarny, pustułka czy kruk.
Bieszczady pozostają ostoją zwierzyny grubej – niedźwiedzia brunatnego, wilka, rysia, żbika. Żyje tu ponownie introdukowany żubr, którego dzika populacja w marcu 2025 r. została oszacowana na 806 osobników. Największą jej część (342 żubry w 14 grupach) stwierdzono w Nadleśnictwie Baligród, a największe pojedyncze stado (49 żubrów) w rejonie wsi Kalnica. Zobaczymy tu także konika polskiego – na razie w specjalnej zagrodzie adaptacyjnej na terenie dawnej wsi Radziejowa, docelowo na wolności. Z dużych ptaków drapieżnych spotkamy tu puchacza, orła przedniego, orlika krzykliwego i in. Do gatunków wysokogórskich należą występujące w Bieszczadach płochacz halny i siwerniak oraz chruściki z rodzaju Apatania. Brak w Bieszczadach regla górnego z naturalnym pasem świerczyn powoduje, że zwierzęta typowe dla tego piętra występują w reglu dolnym. Przykładem tego są niektóre gatunki ptaków jak: orzechówka, krzyżodziób świerkowy, jarząbek, drozd obrożny, dzięcioł trójpalczasty, sikora sosnówka i sikora czubatka. Wśród kręgowców w jednym przypadku na terenie Bieszczadów występuje subendemit, czyli prawie endemit i jest to traszka karpacka, a z bezkręgowców chrząszcz z rodziny biegaczowatych – Pterostichus fossulatus.

## Historia

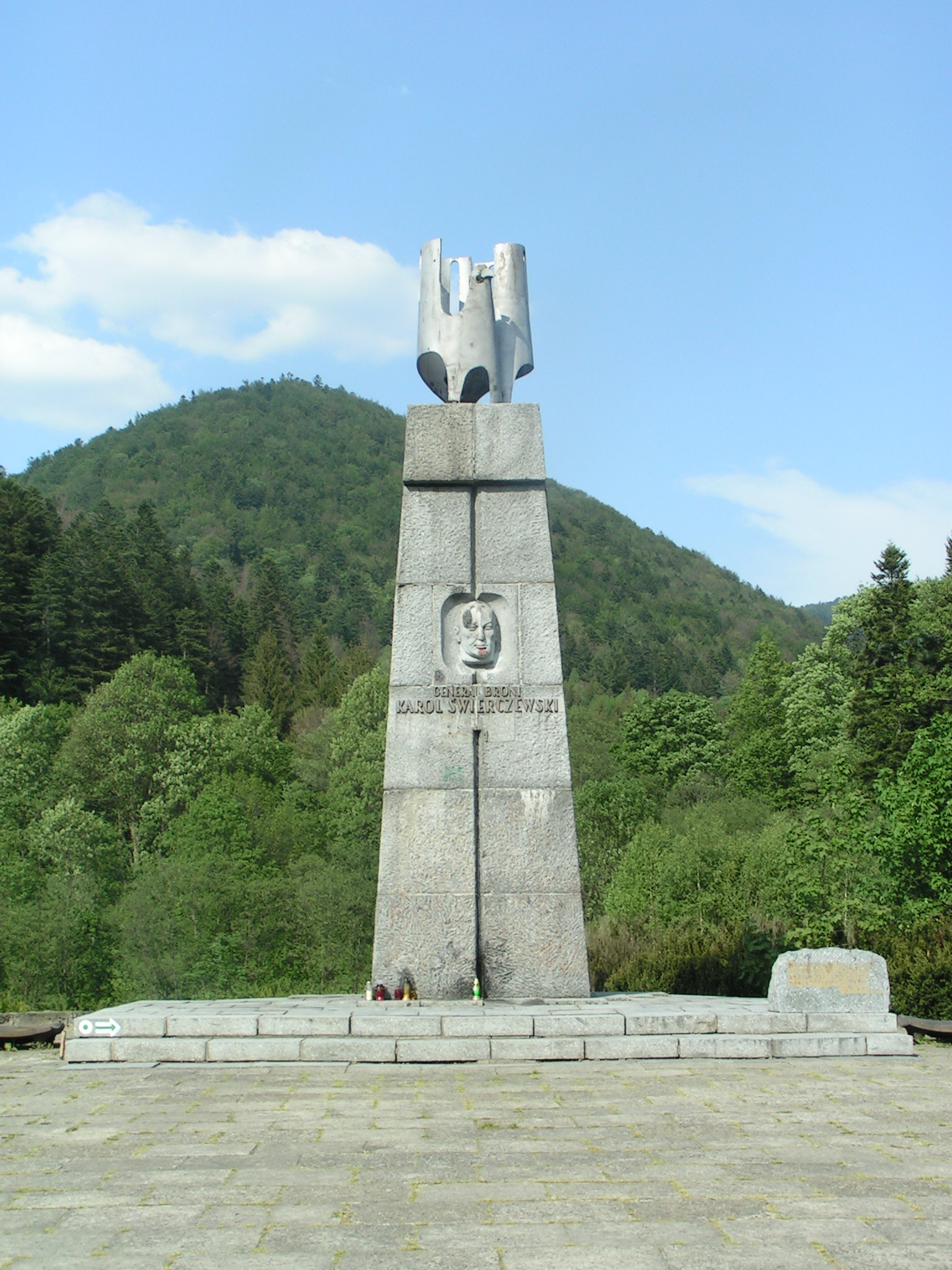
Nieistniejący pomnik Karola Świerczewskiego w Jabłonkach, za pomnikiem góra Walter

W czasie oraz po II wojnie światowej polskie Bieszczady były areną walk między wojskami niemieckimi, oddziałami słowackimi, Armią Czerwoną oraz UPA a polskim podziemiem niepodległościowym (AK), następnie Wojskami Ochrony Pogranicza, funkcjonariuszami Urzędu Bezpieczeństwa i innymi organami władzy państwowej polskimi i radzieckimi. Działały tam m.in. oddziały partyzanckie Adama Winogrodzkiego, Józefa Pawłusiewicza, Mikołaja Kunickiego i Antoniego Żubryda. Od wiosny 1943 roku (w konsekwencji tzw. rzezi wołyńskiej) nasiliły się pierwsze walki polskiego podziemia (głównie AK) ze zbrojnym ramieniem Organizacji Ukraińskich Nacjonalistów – UPA. Dopuszczono się wówczas mordów na ludności cywilnej, grabienia i palenia wsi, porywania mieszkańców. Początkowo UPA odnosiła sukcesy, działając z pomocą ludności ukraińskiej. W roku 1945 rozpoczęto wysiedlanie ludności ukraińskiej do ZSRR. Akcja ta trwała do 1946 r. W zasadzce zorganizowanej przez UPA w Jabłonkach, zginął gen. Karol Świerczewski, były dowódca Ludowego Wojska Polskiego. To wydarzenie posłużyło władzom polskim do podjęcia zdecydowanych kroków, mających na celu zakończenie walk w południowo-wschodnich rejonach Polski, w tym m.in. przeprowadzenia tzw. akcji „Wisła”, którą kierował gen. Stefan Mossor. W jej konsekwencji na Ziemie Odzyskane przesiedlono ok. 150 tys. ludzi – rdzennych mieszkańców tych terenów. Bieszczady opustoszały niemal całkowicie. Akcję osiedleńczą podjęto dopiero w latach 60. XX wieku.
Na podstawie zarządzenia nr 85 prezesa Rady Ministrów z listopada 1972, oraz zarządzenia ministra spraw wewnętrznych nr 19/org. z 8 lutego 1973 sformowano JW 2667, (4 Bieszczadzki Pułk Zmotoryzowany NJW MSW), w Kwaszeninie. Była to jednostka o charakterze rolniczo – produkcyjnym. Jej zadaniem było rolnicze zagospodarowanie wyludnionych po II wojnie wschodnich, polskich terenów Bieszczad.
W latach 1974–1989 prowadzono też zagospodarowanie Bieszczadów w ramach akcji Związku Harcerstwa Polskiego pod kryptonimem Operacja Bieszczady 40 (w zamierzeniu akcja miała uświetnić 40-lecie Polski Ludowej w 1984 roku). Kontynuacją Operacji od 1990 roku była Harcerska Służba Bieszczadom, a następnie Bieszczadzka Akcja Letnia.

## Zagospodarowanie turystyczne

### Szlaki piesze
- Główny Szlak Beskidzki: Komańcza – Prełuki – Duszatyn – Chryszczata – Przełęcz Żebrak – Wołosań – Bacówka PTTK „Pod Honem” – Cisna – Małe Jasło – Jasło – Okrąglik – Smerek (wieś) – Smerek (szczyt) – Przełęcz Mieczysława Orłowicza – Połonina Wetlińska – Schronisko PTTK na Połoninie Wetlińskiej – Berehy Górne – Połonina Caryńska – Ustrzyki Górne – Szeroki Wierch – przełęcz pod Tarnicą – Halicz – Rozsypaniec – Wołosate
- przełęcz pod Tarnicą – Tarnica
- Niebieski szlak turystyczny Rzeszów – Grybów: Nowy Łupków – Wysoki Groń – Balnica – Czerenin – Stryb – Rypi Wierch – Przełęcz nad Roztokami Górnymi – Okrąglik – Płasza – Dziurkowiec – Riaba Skała – Czerteż – Krzemieniec – Wielka Rawka – Ustrzyki Górne – Wołosate – przełęcz pod Tarnicą – Bukowe Berdo – Pszczeliny-Widełki – Magura Stuposiańska – Dwernik – Otryt – Polana – Teleśnica Oszwarowa – Równia – Gromadzyń – Ustrzyki Dolne
- dojście do  pod Riabą Skałą – Jawornik – Wetlina-Stare Sioło – Przełęcz Mieczysława Orłowicza – Suche Rzeki – Zatwarnica
- Zagórz – Gruszka – Lesko – Czulnia – Zwierzyń – Jezioro Myczkowskie – Myczków – Wierchy – Wołkowyja – Terka – przełęcz Szczycisko – Bukowina – Krysowa
- Sanok – Morochów – Pogary – Suliła – Hruń – Chryszczata
- Wola Michowa – Maniów – Balnica
- Baligród – Berdo – Łopiennik
- Jabłonki – Woronikówka – dojście do  pod Berdem
- przełęcz pod Jawornem – Kołonice – Jabłonki – Łopiennik – Dołżyca – Czerenina – Bacówka PTTK „Jaworzec” – Krysowa – Wysokie Berdo – Przełęcz Mieczysława Orłowicza
- Cisna – Liszna – Roztoki Górne – Przełęcz nad Roztokami Górnymi
- Jawornik – Wetlina – Mała Rawka – Bacówka PTTK Pod Małą Rawką – Przełęcz Wyżniańska – Połonina Caryńska – przełęcz Przysłup Caryński – dojście do  pod Magurą Stuposiańską
- Mała Rawka – Wielka Rawka
- Bereżki – przełęcz Przysłup Caryński
- Muczne – Bukowe Berdo
- Przełęcz Wyżna – Schronisko PTTK na Połoninie Wetlińskiej
- Górna Wetlinka (camping BdPN) – dojście do  jw.
- Lutowiska – Otryt (Chata Socjologa)

### Schroniska
| Schronisko turystyczne                                     | Wysokość      | Zdjęcie |
| Schronisko PTTK „Chatka Puchatka” na Połoninie Wetlińskiej | 1228 m n.p.m. |         |
| Schronisko PTTK „Kremenaros” Ustrzyki Górne                | 650 m n.p.m.  |         |
| Bacówka PTTK „Pod Honem”                                   | 663 m n.p.m.  |         |
| Bacówka PTTK „Jaworzec”                                    | 605 m n.p.m.  |         |
| Bacówka PTTK Pod Małą Rawką                                | 930 m n.p.m.  |         |
| Dom Wypoczynkowy PTTK w Wetlinie                           | 640 m n.p.m.  |         |

### Chatki studenckie, bazy namiotowe, inne obiekty
- „Koliba” – przełęcz Przysłup Caryński
- Chata Socjologa – Otryt
- Schronisko w Łupkowie – Stary Łupków
- Schronisko „Pod Wysoką Połoniną” – Wetlina
- Studencka Baza Namiotowa Rabe – Rabe, dolina Rabiańskiego Potoku
- Studencka Baza Namiotowa „Łopienka” – okolice Cisnej, dolina Łopienki
- obiekty noclegowe Bieszczadzkiego Parku Narodowego: Wołosate, Lutowiska, Suche Rzeki
- schroniska PTSM: Baligród, Cisna, Czarna, Hoczew, Komańcza, Lutowiska, Polańczyk, Rzepedź, Uherce Mineralne, Wetlina, Wojtkowa, Wołkowyja, Zagórz